# Ferrières-en-Gâtinais
 Ferrières-en-Gâtinais  es una población y comuna francesa, situada en la región de Centro, departamento de Loiret, en el distrito de Montargis. Es el chef-lieu y mayor población del cantón de Ferrières-en-Gâtinais.
En la población se sitúa la Abadía de San Pedro, donde fueron consagrados reyes Luis III en septiembre del año 879 y Carlomán II.

## Demografía
| 1 476 | 1 610 | 1 529 | 1 562 | 1 788 | 1 782 | 1 762 | 1 856 | 1 812 | 1 829 | 1 967 | 1 866 | 2 076 | 1 900 | 1 807 | 1 628 | 1 675 | 1 593 | 1 580 | 1 487 | 1 369 | 1 348 | 1 312 | 1 342 | 1 326 | 1 397 | 1 506 | 1 473 | 1 806 | 2 367 | 2 896 | 3 049 |
| Para los censos de 1962 a 1999 la población legal corresponde a la población sin duplicidades (Fuente: INSEE [Consultar]) |       |       |       |       |       |       |       |       |       |       |       |       |       |       |       |       |       |       |       |       |       |       |       |       |       |       |       |       |       |       |       |